# Canadaga arctica
Canadaga arctica — вид викопних птахів родини Гесперорнісові (Hesperornithidae). Canadaga перекладається як «канадський птах». Це нелітаючий зубатий птах, що мешкав у пізній крейді. Його скам'янілості були знайдені в породах, датованих серединою маастрихту (близько 67 мільйонів років тому) на острові Байлот на території Нунавут, Канада.
Canadaga arctica є найбільшим відомим членом Hesperornithes, досягав 2,2 метра (7,3 футів) завдовжки. Він також являє собою один з останніх відомих членів групи. На відміну від своїх родичів, які в основному відомими з субтропічних або тропічних вод, цей вид мешкав на мілководді у помірних або навіть субарктичних районах.